# Лак (Атлантические Пиренеи)
Лак (фр. Lacq) — коммуна во Франции, находится в регионе Аквитания. Департамент — Атлантические Пиренеи. Входит в состав кантона Арти-э-Пеи-де-Субестр. Округ коммуны — По.
Код INSEE коммуны — 64300.

## География
Коммуна расположена приблизительно в 650 км к югу от Парижа, в 160 км южнее Бордо, в 24 км к северо-западу от По.
На юге коммуны протекает река Гав-де-По.

### Климат
Климат тёплый океанический. Зима мягкая, средняя температура января — от +5°С до +13°С, температуры ниже −10 °C бывают редко. Снег выпадает около 15 дней в году с ноября по апрель. Максимальная температура летом порядка 20-30 °C, выше 35 °C бывает очень редко. Количество осадков высокое, порядка 1100 мм в год. Характерна безветренная погода, сильные ветры очень редки.

## Население
Население коммуны на 2010 год составляло 705 человек.
| 1962 | 1968 | 1975 | 1982 | 1990 | 1999 | 2010 |
| ---- | ---- | ---- | ---- | ---- | ---- | ---- |
| 700  | 831  | 748  | 711  | 657  | 658  | 705  |

## Администрация
| Период | Период | Фамилия  | Партия | Примечания |
| ------ | ------ | -------- | ------ | ---------- |
| 1995   | 2008   | Ги Кассу |        |            |
| 2008   | 2020   | Дидье Ре |        |            |

## Экономика
В 2010 году среди 429 человек трудоспособного возраста (15-64 лет) 321 были экономически активными, 108 — неактивными (показатель активности — 74,8 %, в 1999 году было 68,2 %). Из 321 активных жителей работали 301 человек (155 мужчин и 146 женщин), безработных было 20 (9 мужчин и 11 женщин). Среди 108 неактивных 33 человека были учениками или студентами, 47 — пенсионерами, 28 были неактивными по другим причинам.

## Достопримечательности
- Церковь Св. Мартина (XIX век)[4]
- Церковь Св. Винсента (1905 год)[5]

## Города-побратимы
- Сан-Кинти-де-Медиона (Испания, с 1986)

## Фотогалерея
- Въезд в Лак
- Лак
- Лак
- Мэрия
- Мост через реку Гав-де-По
- Река Гав-де-По